# Gare de Philippsbourg
La gare de Philippsbourg est une gare ferroviaire française, fermée, de la ligne de Haguenau à Hargarten - Falck, située sur le territoire de la commune de Philippsbourg dans le département de la Moselle en région Grand Est.
C'est une halte voyageurs de la Société nationale des chemins de fer français (SNCF) fermée en 1996.

## Situation ferroviaire
Établie à 218 mètres d'altitude, la gare de Philippsbourg est située au point kilométrique (PK) 28,431 de la ligne de Haguenau à Hargarten - Falck, entre les gares de Niederbronn-les-Bains (ouverte) et de Bannstein (fermée). Elle se trouve sur la section inexploitée de la ligne, entre Niederbronn et Sarreguemines.

## Histoire
La gare de Philippsbourg est mise en service le 8 décembre 1869, lorsque la compagnie des chemins de fer de l'Est ouvre à l'exploitation la section de Sarreguemines à Niederbronn-les-Bains de la ligne d'Haguenau à Hargarten - Falck.
Son bâtiment voyageurs d'origine, remplacé par une construction moderne dans la seconde moitié du XXe siècle, était assez proche de celui de la gare de Wœlfling-lès-Sarreguemines avec une partie à étage de trois travées flanquée par une aile de hauteur similaire aux pignons transversaux.
La section de Niederbronn-les-Bains à Bitche est fermée au service marchandises le 29 septembre 1996 et au service voyageurs le 4 novembre de la même année. Elle est susceptible d'être l'objet d'un projet de réouverture, car Bitche pourrait être reliée à Strasbourg en une heure par train TER (dans les années 2010, ce voyage nécessite une correspondance entre autocar et train à Niederbronn-les-Bains). Des études ont été effectuées pour cette éventuelle future réouverture, chiffrant ainsi le montant des travaux de remise en état de l'infrastructure à 35 millions d'euros, soit bien plus qu'au moment de la fermeture. Il existe aussi un projet de reconversion en vélorail.

## Service routier de substitution
Depuis la fermeture de la halte ferroviaire, Philippsbourg est desservie par des autocars TER Lorraine de la ligne Niederbronn - Bitche.